# Lispe nudifacies
Lispe nudifacies är en tvåvingeart som beskrevs av John Otterbein Snyder 1954. Lispe nudifacies ingår i släktet Lispe och familjen husflugor. Inga underarter finns listade i Catalogue of Life.